# Федерация баскетбола Косова
Федерация баскетбола Косова (алб. Federata e Basketbollit e Kosovës, серб. Кошаркашки савез Косова) — руководящий орган по баскетболу в Республике Косово. Федерация баскетбола Косова организует Косоварскую баскетбольную суперлигу и Кубок Косова по баскетболу, а также является органом-руководителем команды, которая представляет Республику Косово на международных матчах.

## История
Косоварская федерация баскетбола была основана в 1991 году. Во времена существования Югославии в Косово была собственная Суперлига и низшие дивизионы для обоих полов. В 1990-х годах Косово провозгласило политическую и спортивную независимость от югославской системы, организовав собственную лигу, в которую вошли разные команды из крупных городов Косова. ФИБА не разрешала Косово проводить международные матчи, даже товарищеские, до 2015 года, когда Федерация баскетбола Косово стала официальным членом европейской и мировой федераций.
Первоначально Федерации баскетбола Косово было отказано во вступлении в Международную федерацию баскетбола (ФИБА), последний отказ произошёл в Пекине на ежегодном заседании Центрального совета ФИБА 26 апреля 2008. Тогда причиной было названо невыполнение необходимых условий.
Федерация баскетбола Косова была принята в качестве полноправного члена ФИБА 13 марта 2015 года. Федерация баскетбола Сербии требует запретить любые матчи Косово — Сербия.

## Организуемые соревнования

### Среди мужчин
- Косоварская баскетбольная суперлига
- Косоварская баскетбольная первая лига
- Кубок Косова
- Косоварская баскетбольная вторая лига
- Лига до 21 года
- Лига до 18 лет
- Лига до 16 лет
- Лига до 12 лет (Группа A и Группа B)

### Среди женщин
- Косоварская женская баскетбольная суперлига

## Международные команды

### Среди взрослых
- Мужская сборная
- Женская сборная

### Среди молодёжи
- Сборная Косова по баскетболу до 20 лет
- Сборная Косова по баскетболу до 18 лет
- Сборная Косова по баскетболу до 16 лет
- Сборная Косова по баскетболу до 14 лет